# Plicoliva
Plicoliva is een geslacht van weekdieren uit de klasse van de Gastropoda (slakken).

## Soorten
- Plicoliva ryalli Bouchet, 1990
- Plicoliva zelindae (Petuch, 1979)